# Keiko Agena
Christine Keiko Agena (Honolulu, 3 oktober 1973) is een Amerikaanse actrice.
Ze is het bekendst van haar rol als Lane Kim in Gilmore Girls, van 2000 tot 2007. Daarnaast had ze ook een terugkerende rol in het WB-drama Felicity als Leila Foster, een studente die Felicity (Keri Russel) er toe inspireerde een demonstratie te leiden bij de student health center. 
Agena is geboren en opgevoed in Honolulu, Hawaï, waar ze woonde tot haar 17e. Ze begon met acteren toen ze tien jaar was met een kleine rol in het toneelstuk The Best Christmas Pageant Ever en vond dat zo leuk dat ze besloot om door te gaan met acteren. Haar ouders steunden haar, haar moeder nam haar mee naar audities en hielp haar om haar tekst te leren voor rolletjes in het theater.
Na de middelbare school ging Agena drama studeren aan het Whitman College in de staat Washington. Na haar eerste jaar ging ze in de zomervakantie naar Los Angeles en ging nooit meer terug. Haar eerste professionele auditie kwam voordat ze ook maar een foto had gemaakt, dus moest haar agent snel een paar polaroids maken. Het lot kwam er aan te pas en ze kreeg een gastrol in de televisieserie Renegade.
Sindsdien heeft Agena gastrollen gehad als moeder van een dove jongen in ER en een reporter student in Sister Sister. Ook heeft ze in Beverly Hills 90210 gespeeld.
Ze heeft de hoofdrol gespeeld in de film Hundred Percent, een onafhankelijk Aziatisch-Amerikaans drama over het leven van drie stelletjes.
Naast haar televisiewerk is ze ook lid van het Aziatisch-Amerikaans theater Company dat optreedt op universiteiten en festivals over heel de VS. De verhalen gaan vaak over het leven van de opvoerende mensen. Ze praten bijvoorbeeld over hun voorvaderen, waar ze geboren zijn en hoe ze naar de VS zijn gekomen.
- Gemeinsame Normdatei: 14016507X
- International Standard Name Identifier: 0000 0001 1454 0815
- Library of Congress Control Number: no2005055797
- Virtual International Authority File: 103712567
- WorldCat: E39PBJv4kKVvpxvmvx9tkJK8G3